# Casa del fulmine

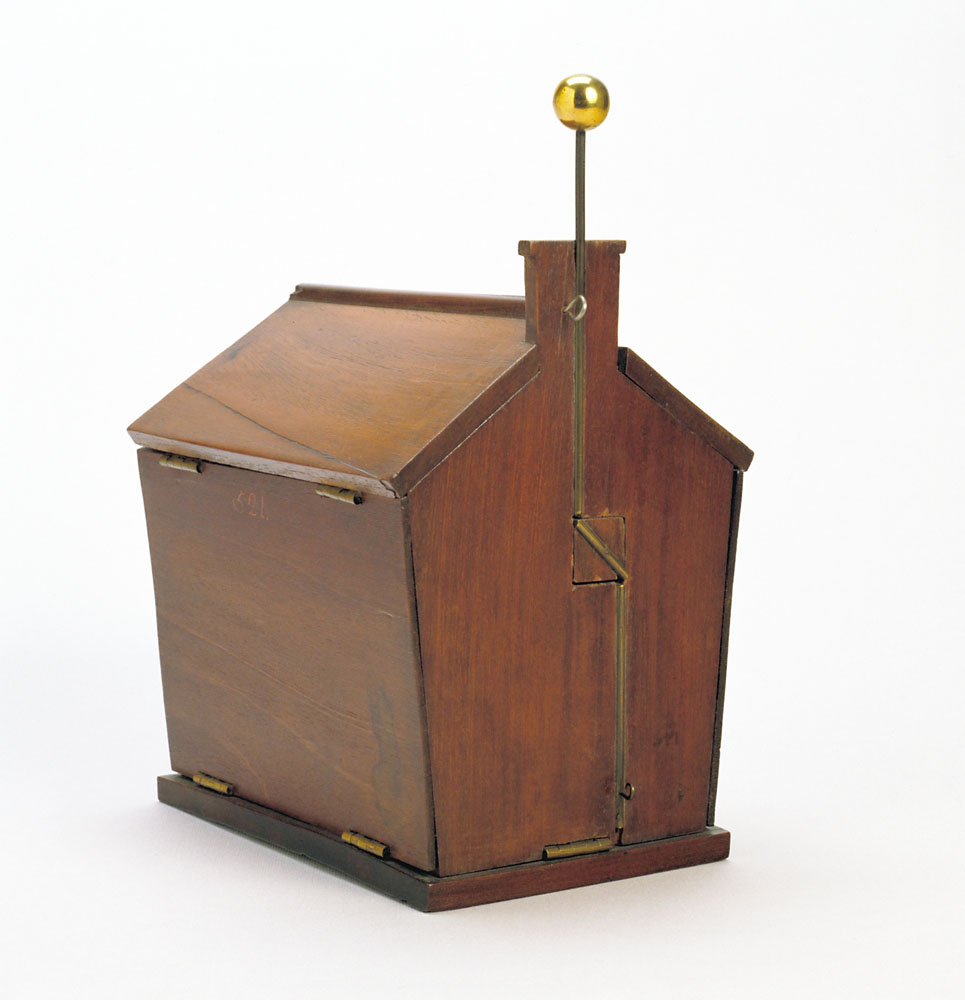
Una casa del fulmine al Museo Galileo, Firenze.

La casa del fulmine è un apparecchio, inventato da James Lind, che spiega il funzionamento del parafulmine.

## Descrizione
Il Museo Galileo di Firenze possiede diversi esemplari di questo tipo di apparecchi, provenienti dalle collezioni lorenesi. Realizzati alla fine del XVIII secolo, servivano per dimostrare in maniera spettacolare l'effetto dirompente di un fulmine che colpisce una casa dotata di un parafulmine imperfetto.
Nel 1780 Filippo Lucci raffigurò nello Stanzino delle Matematiche degli Uffizi un dispositivo analogo, segno evidente dell'interesse che tali dimostrazioni suscitavano alla fine del Settecento.
L'esemplare raffigurato nella fotografia è costituito da un piccolo edificio in legno dalle pareti incernierate, dotato di un'asta di ottone che rappresenta un parafulmine. Una porzione del conduttore è sistemata lungo un tassello di legno disposto sulla facciata. All'interno della casa è collocato uno spinterogeno disposto in un piccolo cilindretto di ottone che contiene una piccola quantità di polvere da sparo. Rimuovendo il tassello di legno, il conduttore del parafulmine viene interrotto e il fulmine, simulato da una scintilla generata da una bottiglia di Leida, accende la polvere che, esplodendo, provoca il crollo dell'edificio. Se invece il tassello viene disposto in maniera corretta, l'elettricità si scarica a terra, lasciando intatta la casa.
Lo stesso fenomeno è visibile anche attraverso l'uso di uno strumento simile, chiamato Obelisco del fulmine.